# Qanafeth
Qanafeth (tiếng Ả Rập: قنافذ) là một ngôi làng Syria nằm ở phó huyện Sabburah thuộc huyện Salamiyah, Hama. Theo Cục Thống kê Trung ương Syria (CBS), Qanafeth có dân số 550 người trong cuộc điều tra dân số năm 2004.